# Finnvera
Finnvera est une agence publique de financement finlandaise. 

## Présentation
Finnvera a été fondée en 1999 par la fusion de Kera Oyj (anciennement Kehitysaluerahasto Oy) et du Centre de garantie de l'État finlandais.
L'entreprise est l'agence officielle de crédit à l'exportation de la Finlande.
Finnvera fournit des prêts, des crédits et des garanties. 
En 2019, Finnvera a financé environ 24 500 jeunes entreprises.
L'entreprise est sous la responsabilité du Ministère des Affaires économiques et de l'Emploi.